# Liste des quartiers de Naples
Les trente quartiers de Naples sont des subdivisions administratives de la ville de Naples, en Italie, situées juste en dessous des municipalités, selon des caractéristiques géographiques, fonctionnelles ou historiques.

## Histoire
Le 6 janvier 1779, le roi de Naples Ferdinand IV ordonne la répartition de la ville en 12 quartiers, avec à leur tête un juge de la Grande cour criminelle, afin de garantir la sûreté publique.
Progressivement, les quartiers deviennent 80. La commune était divisée en 21 circonscriptions, constituées par les 80 quartiers citadins. Jusqu'au début du XXe siècle, les actes d'état civil était rédigé non pas au niveau de la ville ou des paroisses, comme cela était courant dans de nombreuses autres villes d'Italie, mais par quartier (Avvocata, Chiaia, Fuorigrotta, Mercato, Miano e Marianella, Montecalvario, Pendino, Porto, Pausilippe, San Carlo all'Arena, San Ferdinando, San Giuseppe, San Lorenzo, Stabilimento dell'Annunziata, Stella, Vicaria et Vomero). Chaque quartier (appelé circondario ou en français « circonscription ») possédait sa propre administration dirigée par un élu local qui portait aussi la charge d'officier de l’État civil.
Au fil du temps, perdant toute prérogative, les quartiers finissent par devenir des simples références géographiques. À la suite des délibérations du conseil communal no 13 du 10 février 2005, no 15 du 11 février, no 21 du 16 février, no 29 du 1er mars et no 68 du 21 mars, la ville de Naples est divisée en 10 municipalités.

## Liste des quartiers

Plan des dix municipalità de Naples.

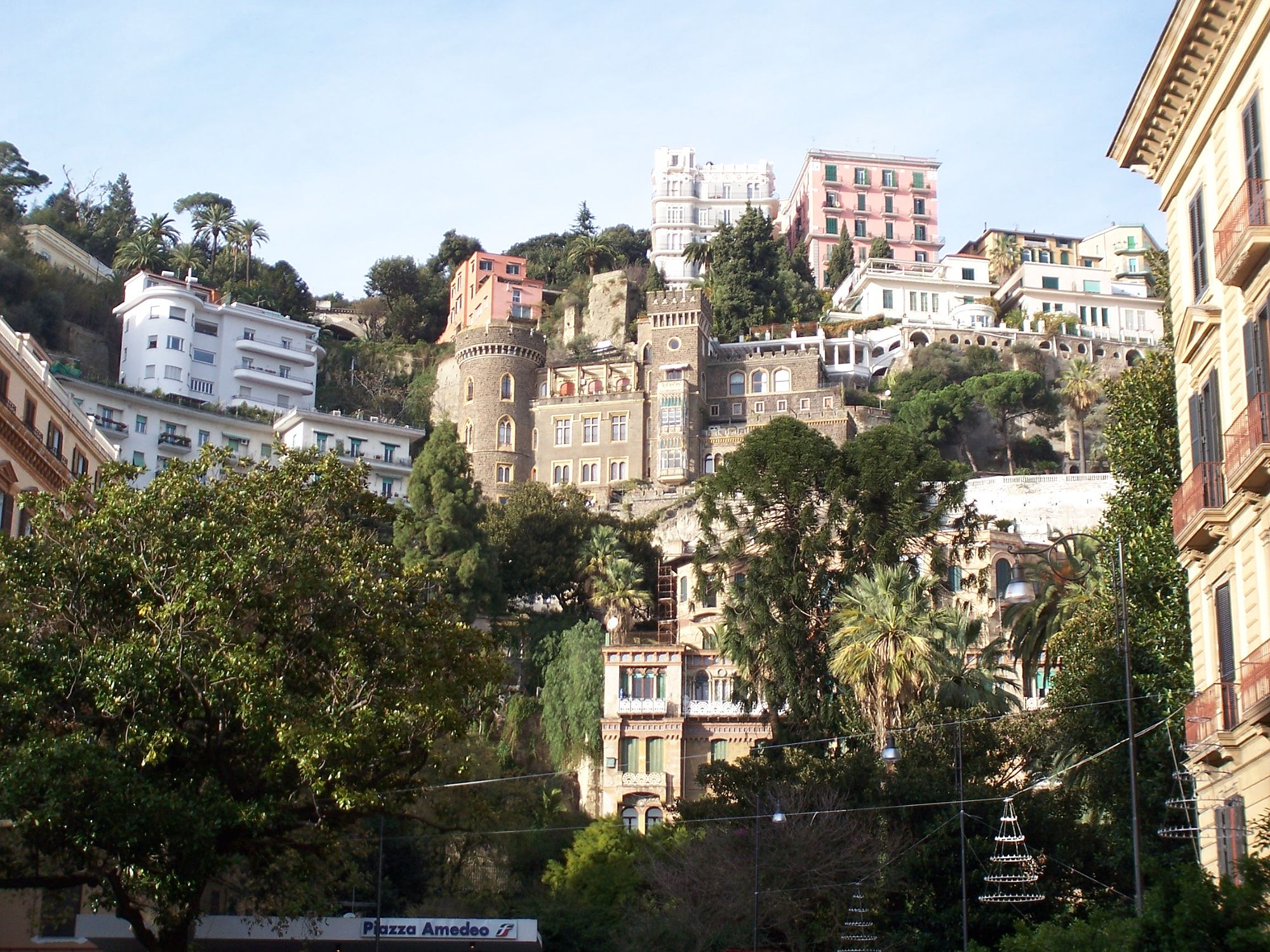
Le quartier Chiaia.

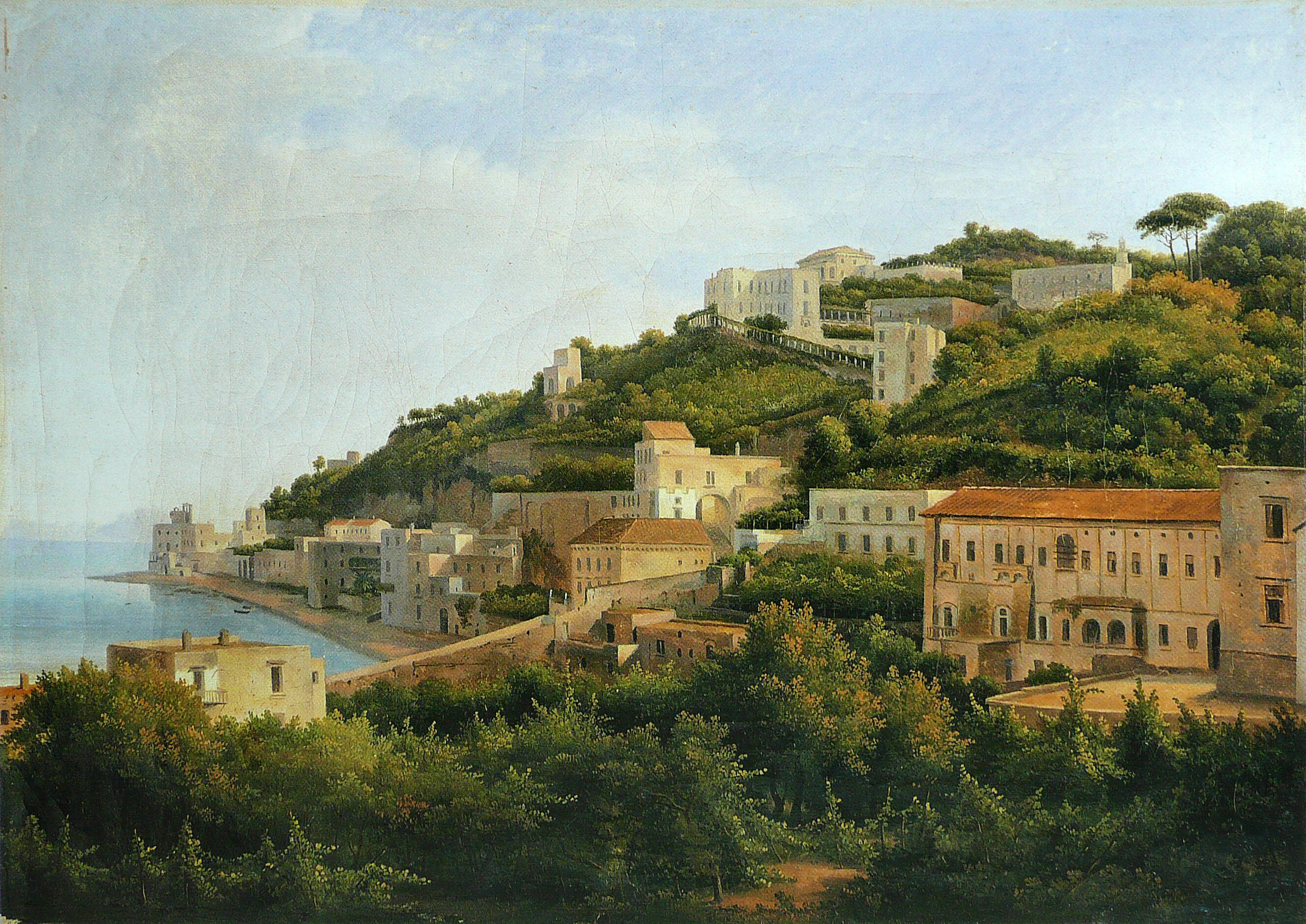
La colline du Pausilippe.

Liste exhaustive des 30 quartiers de Naples réparties par municipalité. Le nombre d'habitants date de 2001.

### Municipalité I

#### San Ferdinando
Le quartier de San Ferdinando s'étend sur 0,92 km2 et compte 18 615 habitants. Il porte le numéro 1.

#### Chiaia
Le quartier de Chiaia s'étend sur 2,71 km2 et compte 41 779 habitants. Il porte le numéro 3.

#### Pausilippe
Le quartier du Pausilippe s'étend sur 5,17 km2 et compte 23 673 habitants. Il porte le numéro 18.

### Municipalité II

#### San Giuseppe
Le quartier de San Giuseppe s'étend sur 0,43 km2 et compte 5 634 habitants. Il porte le numéro 5.

#### Montecalvario
Le quartier de Montecalvario s'étend sur 0,75 km2 et compte 22 719 habitants. Il porte le numéro 6.

#### Avvocata
Le quartier de Avvocata s'étend sur 1,22 km2 et compte 33 295 habitants. Il porte le numéro 7.

#### Mercato
Le quartier de Mercato s'étend sur 0,39 km2 et compte 9 617 habitants. Il porte le numéro 14.

#### Pendino
Le quartier de Pendino s'étend sur 0,63 km2 et compte 15 625 habitants. Il porte le numéro 15.

#### Porto
Le quartier de Porto s'étend sur 1,14 km2 et compte 4 646 habitants. Il porte le numéro 16.

### Municipalité III

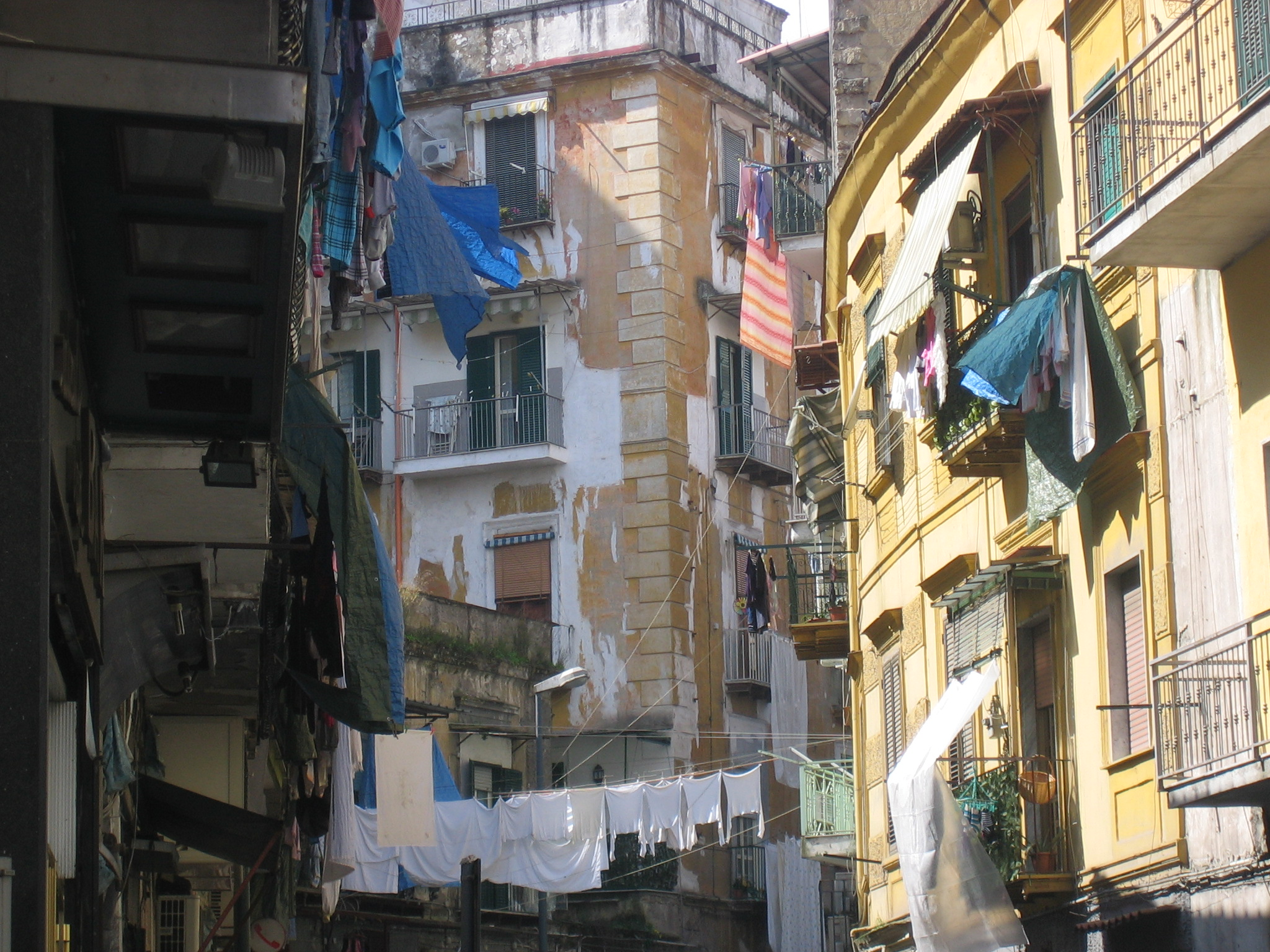
Le rione Sanità à Stella.

#### Stella
Le quartier de Stella s'étend sur 1,87 km2 et compte 30 700 habitants. Il porte le numéro 8.

#### San Carlo all'Arena
Le quartier de San Carlo all'Arena s'étend sur 7,64 km2 et compte 72 933 habitants. Il porte le numéro 9.

### Municipalité IV

#### Vicaria (surnomméIl Vasto)
Le quartier de Vicaria s'étend sur 0,72 km2 et compte 15 464 habitants. Il porte le numéro 10.

#### San Lorenzo
Le quartier de San Lorenzo s'étend sur 1,42 km2 et compte 49 275 habitants. Il porte le numéro 11.

#### Poggioreale
Le quartier de Poggioreale s'étend sur 4,45 km2 et compte 25 257 habitants. Il porte le numéro 12.

#### Zona Industriale
Le quartier de Zona Industriale s'étend sur 2,68 km2 et compte 6 082 habitants. Il porte le numéro 30.

### Municipalité V

#### Arenella
Le quartier d'Arenella s'étend sur 5,25 km2 et compte 72 031 habitants. Il porte le numéro 2.

#### Vomero
Le quartier de Vomero s'étend sur 2,17 km2 et compte 47 947 habitants. Il porte le numéro 17.

### Municipalité VI

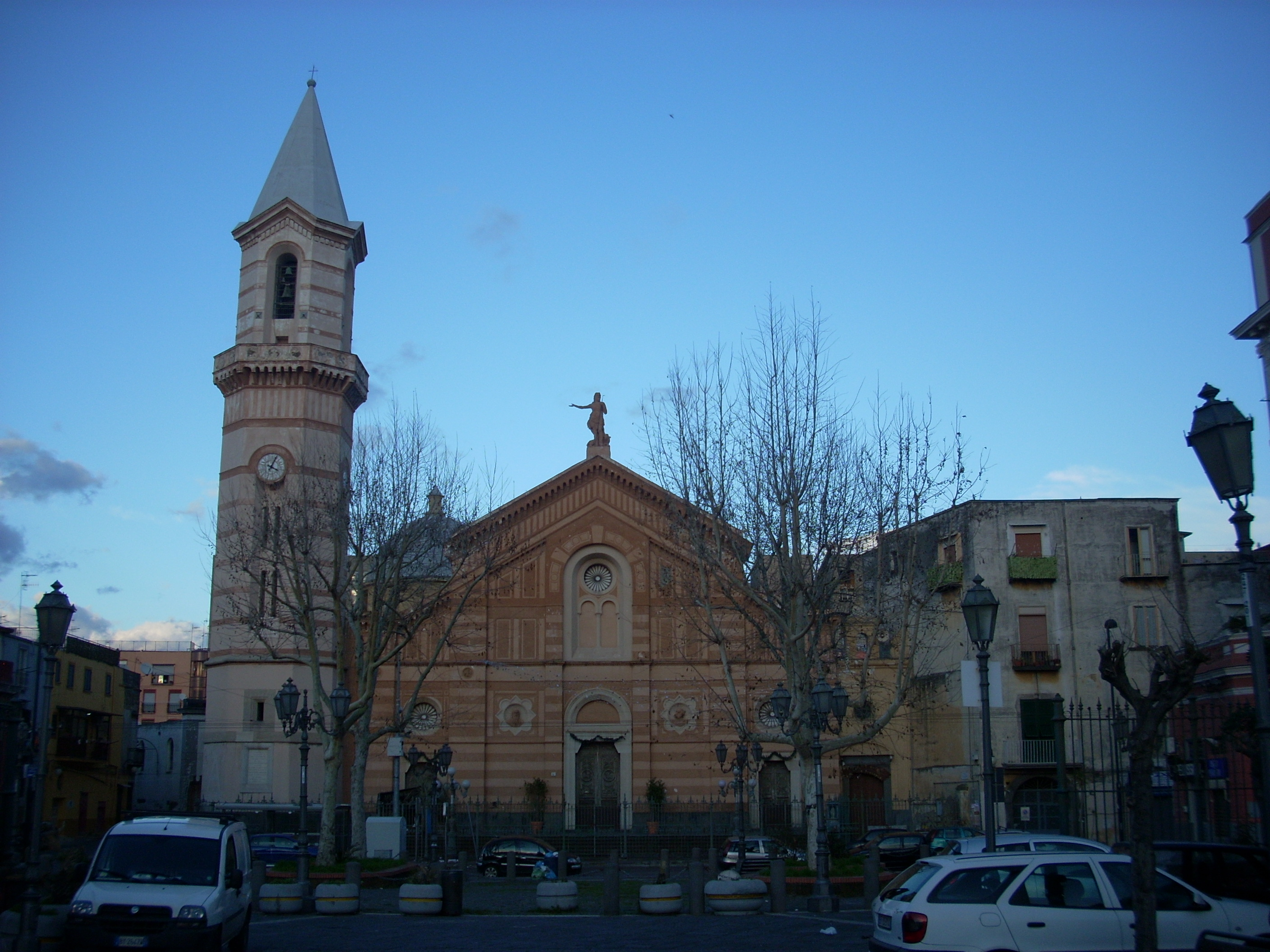
Église San Giovanni à San Giovanni a Teduccio.

#### San Giovanni a Teduccio
Le quartier de San Giovanni a Teduccio s'étend sur 2,35 km2 et compte 25,361 habitants. Il porte le numéro 13.

#### Barra
Le quartier de Barra s'étend sur 7,819 km2 et compte 38 183 habitants. Il porte le numéro 22.

#### Ponticelli
Le quartier de Ponticelli s'étend sur 9,11 km2 et compte 75 097 habitants. Il porte le numéro 23.

### Municipalité VII

#### Miano
Le quartier de Miano s'étend sur 1,87 km2 et compte 26 501 habitants. Il porte le numéro 20.

#### San Pietro a Patierno
Le quartier de San Pietro a Patierno s'étend sur 5,45 km2 et compte 18 390 habitants. Il porte le numéro 24.

#### Secondigliano
Le quartier de Secondigliano s'étend sur 2,94 km2 et compte 55 000 habitants. Il porte le numéro 26.

### Municipalité VIII

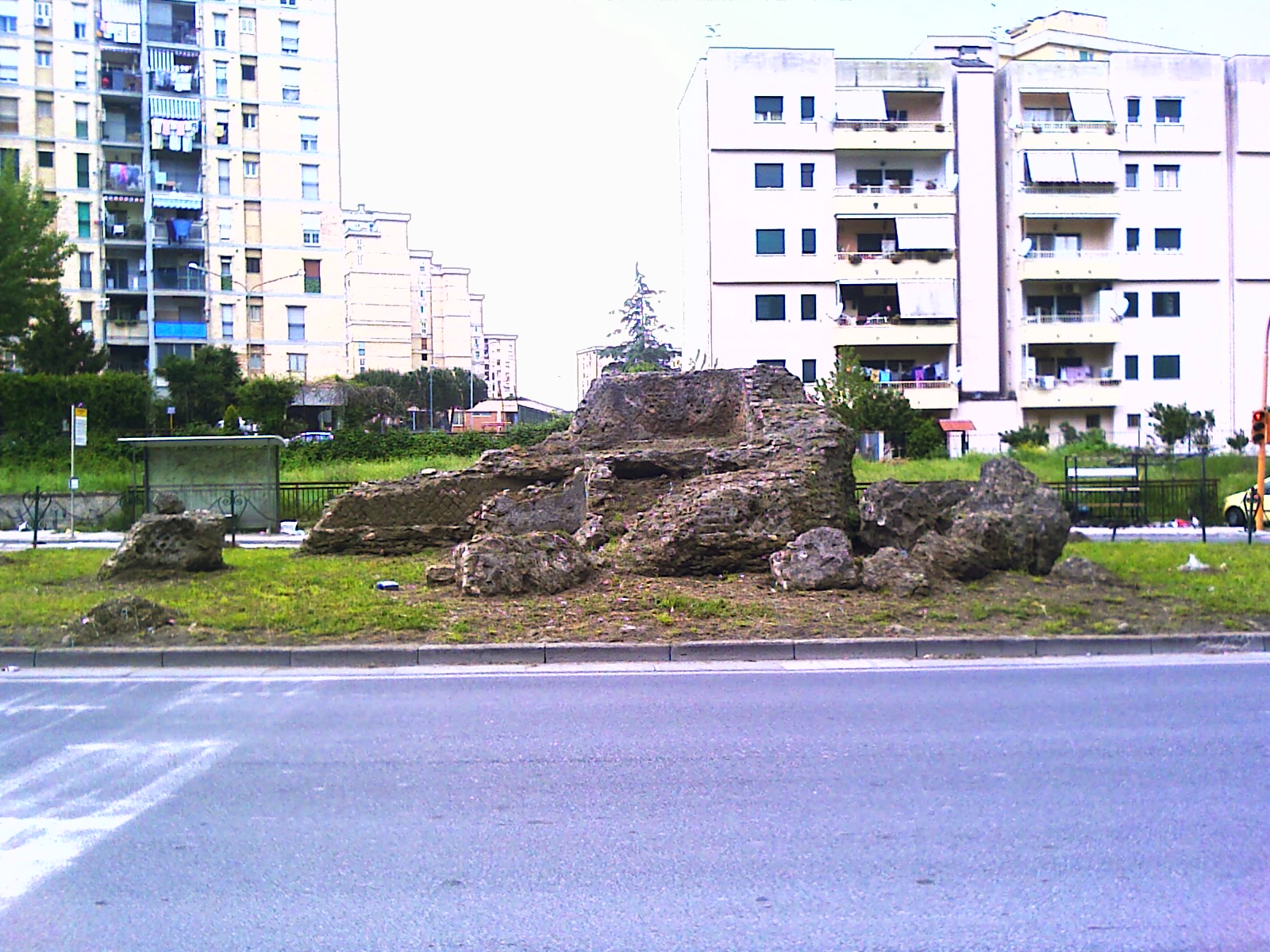
Vestige romain à Scampia.

#### Piscinola
Le quartier de Piscinola s'étend sur 3,55 km2 et compte 28,221 habitants. Il porte le numéro 21.

#### Scampia
Le quartier de Scampia s'étend sur 4,23 km2 et compte 40 860 habitants. Il porte le numéro 27.

#### Chiaiano
Le quartier de Chiaiano s'étend sur 9,67 km2 et compte 23 045 habitants. Il porte le numéro 28.

### Municipalité IX

#### Pianura

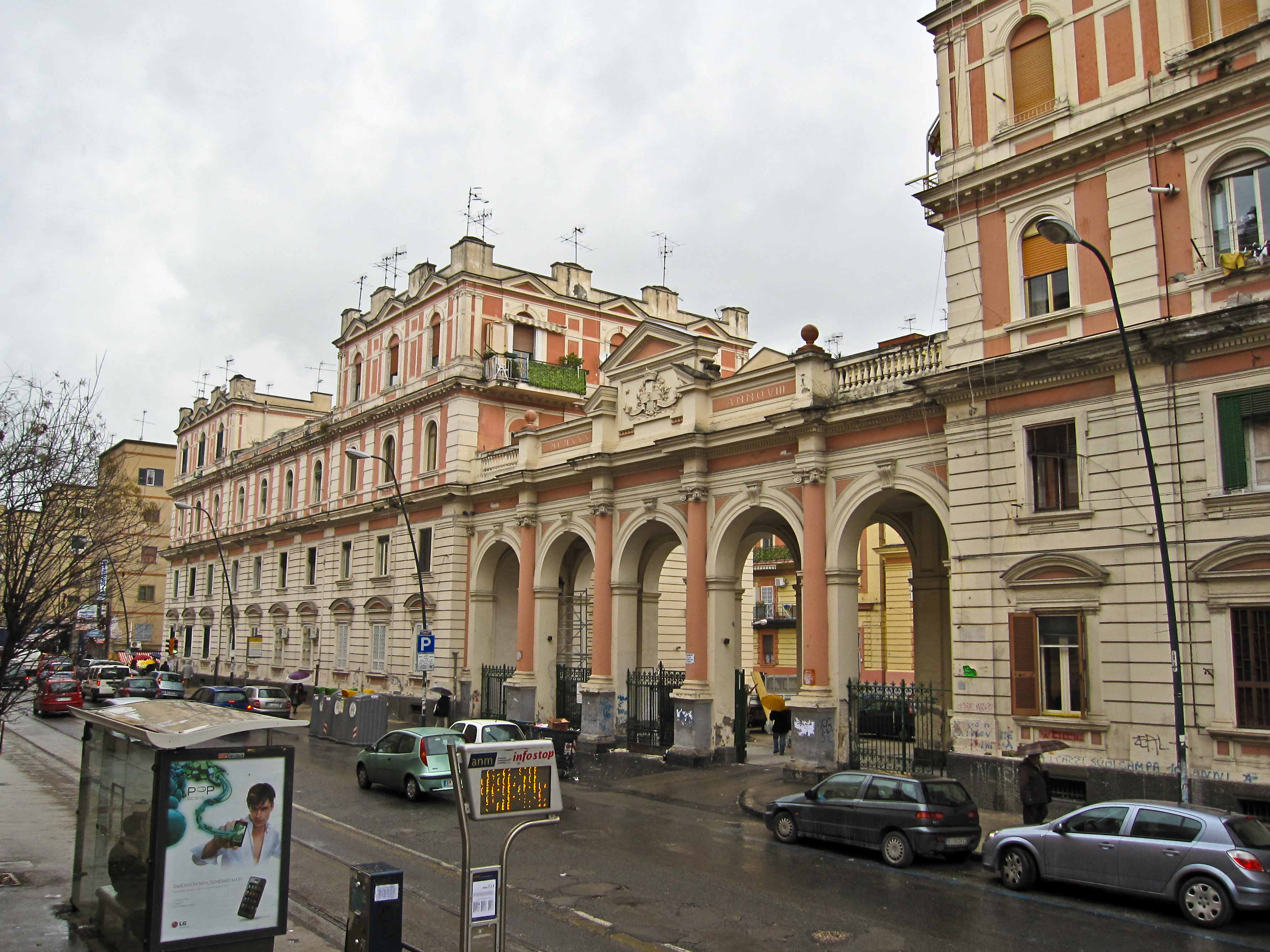
La Via Leopardi à Fuorigrotta.

Le quartier de Pianura s'étend sur 11,45 km2 et compte 58 362 habitants. Il porte le numéro 25.

#### Soccavo
Le quartier de Soccavo s'étend sur 5,11 km2 et compte 47 937 habitants. Il porte le numéro 29.

### Municipalité X

#### Bagnoli
Le quartier de Bagnoli s'étend sur 7,96 km2 et compte 24 671 habitants. Il porte le numéro 4.

#### Fuorigrotta
Le quartier de Fuorigrotta s'étend sur 6,2 km2 et compte 76 521 habitants. Il porte le numéro 19.

## Autres quartiers
Au fil du temps, des dénominations populaires sont apparues pour des zones de Naples bien que celles-ci n'étaient pas considérées officiellement comme des quartiers administratifs. Parmi ceux-ci, on compte des quartiers ayant joui auparavant d'une considération administrative, comme le quartier de Marianella qui avait fait partie de la circonscription de Miano e Marianella à la fin du XIXe siècle. D'autres tiennent leur nom de paroisses, comme le Borgo Santa Lucia à l'intérieur du quartier San Ferdinando, qui a été rendu célèbre par la chanson napolitaine Santa Lucia, écrite par Teodoro Cottrau, ou par leur histoire, comme les quartiers espagnols constitués de San Ferdinando, Avvocata et Montecalvario.
Certains quartiers correspondent à d'autres quartiers existants à tel point qu'ils en sont devenus synonymes, comme le quartier officiel de Vicaria qui porte aussi le nom de Il Vasto. Enfin, on compte des quartiers dont les limites ont été créées par des organisations extérieures comme le Centre historique de Naples qui fait partie du patrimoine mondial italien selon l'UNESCO.